# Хърватски събор
Хърватският събор (на хърватски: Hrvatski sabor) е общият представителен орган на хърватските граждани и законодателният орган на Република Хърватия. Съборът е еднокамерен парламент с не по-малко от 100 депутати. Народните представители в хърватския събор могат да бъдат най-много 160. Избират се на общи избори след тайно гласуване за срок от 4 години. Според Конституцията на Хърватия Съборът заседава целогодишно в две сесии:
- 15 януари до 15 юли
- 15 септември до 15 декември

Извън редовните заседания Съборът може да заседава извънредно след искане на президента на Хърватия или на хърватското правителство. Председателят на Хърватския събор също има право да насрочва извънредни заседания.